# Arijana Boras
Arijana Boras, bosansko-hercegovska alpska smučarka, * 15. december 1976, Konjic.

## Življenjepis
S smučanjem se je začela ukvarjati že kot otrok, saj je bil njen oče učitelj smučanja na Bjelašnici. Po izbruhu vojne v Bosni in Hercegovini se je umaknila v Slovenijo, kjer je nato nekaj časa trenirala, nato pa sta ji Alberto Tomba in Deborah Compagnoni s sponzorji omogočila preselitev v Italijo.

### Športna kariera
Arijana Boras je nastopila na treh zimskih olimpijadah. Leta 1992 je zastopala Jugoslavijo, leta 1994 in 1998 pa Bosno in Hercegovino.
Na Olimpijadi v Albertvillu, leta 1992, je nastopila v kombinaciji, a je zaradi poškodbe odstopila. Leta 1994 je v Lillehamerju nastopila v slalomu in zasedla 27. mesto, leta 1998 v Naganu pa je nastopila v veleslalomu in superveleslalomu. V veleslalomu je odstopila, v superveleslalomu pa je osvojila 39. mesto.
Kariero je zaključila leta 2001, trenutno pa živi v Bormiu.